# Regi Blinker
Reginald Waldie Blinker (Paramaribo, 4 juni 1969) is een in Suriname geboren Nederlandse ex-profvoetballer. De linksbuiten is vooral bekend vanwege zijn periode in dienst van Feyenoord. Onder coach Willem van Hanegem behaalde hij met Feyenoord viermaal de KNVB beker en eenmaal het landskampioenschap in de Eredivisie. Blinker speelde drie interlands voor het Nederlands voetbalelftal.

## Carrière

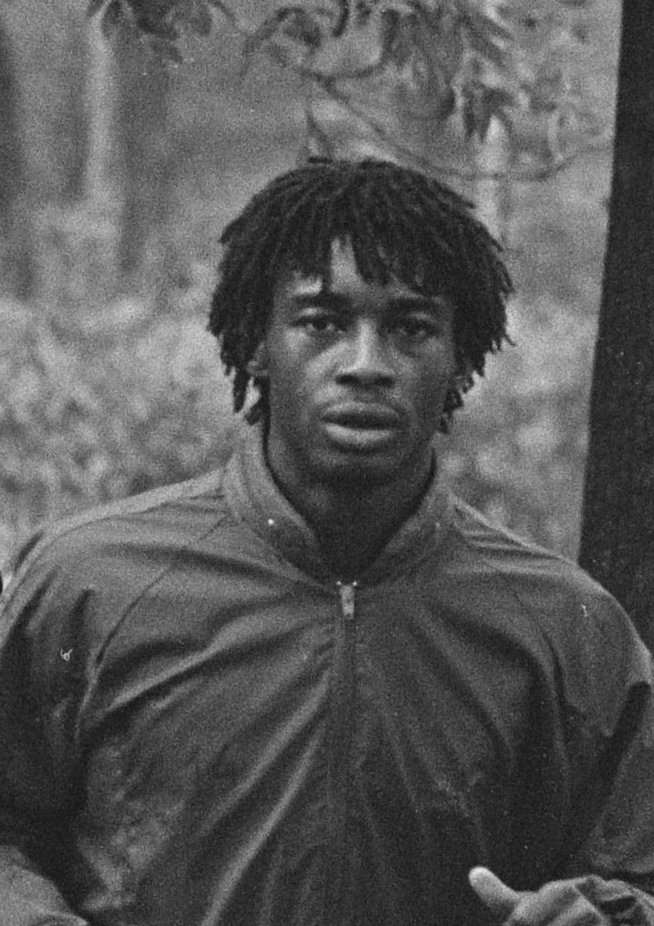
Regi Blinker (1986)

Blinker begon met voetballen bij de amateurs van Delfia in Delft alvorens hij via het eveneens Delftse DHC naar Feyenoord vertrok. Bij die club maakte hij zijn debuut in het betaalde voetbal op 16 augustus 1986, toen de club uit Rotterdam-Zuid in eigen stadion met 3-2 won van PEC Zwolle. Blinker viel in die wedstrijd na 73 minuten in voor de Deense aanvaller Lars Elstrup. Hij speelde in zijn eerste seizoen (1986/87) meteen al 26 wedstrijden waarin hij eenmaal scoorde. Na in het seizoen 1988/89 één duel in Feyenoord 1 te hebben gespeeld werd hij de rest van dat seizoen uitgeleend aan BVV Den Bosch, waar hij een goede indruk achterliet en aan het eind van het seizoen mocht terugkeren naar Feyenoord.
Zijn tweede verblijf in De Kuip ging hem goed af en hij was bij zijn terugkeer direct verzekerd van een basisplaats. Gedurende deze periode, die duurde tot de winterstop van het seizoen 1995/96 won hij met Feyenoord vijf prijzen, waaronder 4 bekers en een landstitel. Ook stond hij met zijn club in de halve finale van de Cup Winners Cup, waarin niet werd verloren van AS Monaco, maar door uit 1-1 en thuis 2-2 te spelen, zonder nederlaag toch werd uitgeschakeld. Zijn productiefste seizoen was het seizoen 1992/93, waarin hij dertienmaal doel trof. In de reeds genoemde winterstop verkoos Blinker een buitenlands avontuur en maakte hij de overstap naar Sheffield Wednesday, dat in de Premier League speelde.
In het eerste half jaar was het nog even wennen geblazen en had hij niet direct een basisplaats, maar aan het begin van het seizoen 1996/97 had hij die wel en speelde hij vrijwel elke wedstrijd. Een jaar later werd hij gecontracteerd door de Schotse topclub Celtic FC, maar kon hier in drie seizoenen tijd niet echt doorbreken. Hij kwam wel tot een behoorlijk aantal wedstrijden maar werd uiteindelijk toch te licht bevonden. Wel stond hij op 29 mei 1999 op Hampden Park in de finale van de Scottish Cup, welke verloren ging tegen de Glasgow Rangers.
Nadat hij door Celtic aan de kant geschoven was, zat hij enige tijd zonder club. Echter, in de winterstop van 2000/01 kon hij weer aan de slag bij RBC Roosendaal. Aan het eind van het seizoen maakte hij echter alweer de overstap naar Rotterdam, om bij Sparta Rotterdam te gaan voetballen. Na anderhalf seizoen bij Sparta te hebben gevoetbald sloot hij zijn profcarrière af en ging hij spelen bij de amateurvereniging Deltasport.
In totaal speelde Blinker 400 wedstrijden in het betaalde voetbal vanaf 1986 tot en met 2003 en scoorde daarin 69 doelpunten.

## Clubstatistieken
| seizoen | club                | land               | competitie              | duels | goals |
| ------- | ------------------- | ------------------ | ----------------------- | ----- | ----- |
| 1986/87 | Feyenoord           | Vlag van Nederland | Eredivisie              | 26    | 1     |
| 1987/88 | Feyenoord           | Vlag van Nederland | Eredivisie              | 24    | 2     |
| 1988/89 | Feyenoord           | Vlag van Nederland | Eredivisie              | 1     | 0     |
| 1988/89 | → BVV Den Bosch     | Vlag van Nederland | Eredivisie              | 25    | 6     |
| 1989/90 | Feyenoord           | Vlag van Nederland | Eredivisie              | 31    | 2     |
| 1990/91 | Feyenoord           | Vlag van Nederland | Eredivisie              | 26    | 1     |
| 1991/92 | Feyenoord           | Vlag van Nederland | Eredivisie              | 28    | 5     |
| 1992/93 | Feyenoord           | Vlag van Nederland | Eredivisie              | 30    | 13    |
| 1993/94 | Feyenoord           | Vlag van Nederland | Eredivisie              | 29    | 9     |
| 1994/95 | Feyenoord           | Vlag van Nederland | Eredivisie              | 30    | 8     |
| 1995/96 | Feyenoord           | Vlag van Nederland | Eredivisie              | 13    | 4     |
| 1995/96 | Sheffield Wednesday | Vlag van Engeland  | Premier League          | 9     | 2     |
| 1996/97 | Sheffield Wednesday | Vlag van Engeland  | Premier League          | 33    | 1     |
| 1997/98 | Celtic FC           | Vlag van Schotland | Scottish Premier League | 13    | 1     |
| 1998/99 | Celtic FC           | Vlag van Schotland | Scottish Premier League | 13    | 4     |
| 1999/00 | Celtic FC           | Vlag van Schotland | Scottish Premier League | 17    | 4     |
| 2000/01 | RBC Roosendaal      | Vlag van Nederland | Eredivisie              | 22    | 5     |
| 2001/02 | Sparta Rotterdam    | Vlag van Nederland | Eredivisie              | 22    | 1     |
| 2002/03 | Sparta Rotterdam    | Vlag van Nederland | Eerste Divisie          | 8     | 0     |
| Totaal  | Totaal              | Totaal             | Totaal                  | 400   | 69    |

## Erelijst
Feyenoord
- Eredivisie: 1992/93
- KNVB beker: 1990/91, 1991/92, 1993/94, 1994/95
- Nederlandse Supercup: 1991

 Celtic
- Scottish Football League: 1997/98
- Scottish League Cup: 1997/98